# Pieces of a Woman
Pieces of a Woman is een Amerikaans-Canadese dramafilm uit 2020 onder regie van Kornél Mundruczó. De hoofdrollen worden vertolkt door Vanessa Kirby, Shia LaBeouf en Ellen Burstyn.

## Verhaal
Martha en Sean, een echtpaar uit Boston, verwachten hun eerste kindje. Wanneer de baby vervolgens tijdens een thuisbevalling in de handen van een verwarde vroedvrouw dood geboren wordt, wordt Martha's leven ontspoord door diepe rouw. De gebeurtenis heeft een zware impact op zowel haar huwelijk als haar relatie met haar dominante moeder, die in tegenstelling tot haar een rechtszaak tegen de vroedvrouw wil beginnen.

## Rolverdeling
| Acteur            | Personage |
| ----------------- | --------- |
| Vanessa Kirby     | Martha    |
| Shia LaBeouf      | Sean      |
| Ellen Burstyn     | Elizabeth |
| Molly Parker      | Eva       |
| Iliza Schlesinger | Anita     |
| Benny Safdie      | Chris     |
| Sarah Snook       | Suzanne   |
| Jimmie Fails      | Max       |
| Tyrone Benskin    | Rechter   |

## Productie
Pieces of a Woman werd geregisseerd door de Hongaarse filmmaker Kornél Mundruczó en geschreven door zijn partner Kata Wéber. Het is een verfilming van hun gelijknamig toneelstuk dat in 2018 in Warschau (Polen) in première ging en door het koppel gebaseerd werd op hun persoonlijke ervaring met het verlies van een kind.
Toen het Hongaars filminstituut weigerde om de verfilming van hun script te financieren, besloten Mundruczó en Wéber om van het project hun Engelstalig filmdebuut te maken. Het verhaal werd verhuisd naar Boston en er werd onder meer een juridisch aspect aan toegevoegd. De rechtszaak in de film werd geïnspireerd door een gelijkaardige, Hongaarse rechtszaak uit 2010. In oktober 2019 werd onthuld dat Vanessa Kirby en Shia LaBeouf gecast waren als hoofdrolspelers. Twee maanden later werd de casting van onder meer Ellen Burstyn, Molly Parker en Iliza Schlesinger bekendgemaakt.
De opnames, die in Montreal (Canada) plaatsvonden, gingen in november 2019 van start en eindigden in januari 2020. De scène waarin het hoofdpersonage bevalt, werd in één lange, onafgebroken opname gefilmd. Volgens Mundruczó kwamen er aan de 25 minuten durende scène geen verborgen beeldovergangen te pas.

## Release
De film ging op 4 september 2020 in première op het filmfestival van Venetië. Vanessa Kirby ontving op het festival de prijs voor beste actrice. Na het festival kocht Netflix de distributierechten. De Netflix-release volgde op 7 januari 2021.

## Prijzen en nominaties
| Jaar | Prijs                    | Categorie                      | Genomineerde(n)  | Uitslag     |
| ---- | ------------------------ | ------------------------------ | ---------------- | ----------- |
| 2020 | Filmfestival van Venetië | Gouden Leeuw                   | Kornél Mundruczó | Genomineerd |
| 2020 | Filmfestival van Venetië | Coppa Volpi voor beste actrice | Vanessa Kirby    | Gewonnen    |
| 2021 | Golden Globes            | Beste actrice (drama)          | Vanessa Kirby    | Genomineerd |
| 2021 | Critics' Choice Awards   | Beste actrice                  | Vanessa Kirby    | Genomineerd |
| 2021 | Critics' Choice Awards   | Beste actrice in een bijrol    | Ellen Burstyn    | Genomineerd |
| 2021 | BAFTA Awards             | Beste actrice                  | Vanessa Kirby    | Genomineerd |
| 2021 | Academy Awards           | Beste actrice                  | Vanessa Kirby    | Genomineerd |